# 劉係宗
劉係宗（りゅう けいそう、419年 - 495年）は、南朝宋から斉にかけての官僚・画家。本貫は丹陽郡。

## 経歴
若くして書画を得意とし、宋の竟陵王劉誕の子の劉景粋の侍書をつとめた。大明3年（459年）、劉誕が乱を起こして敗死すると、広陵城内の人々はみな連座して処断されたが、孝武帝は沈慶之に命じて係宗を助命させた。係宗は東宮侍書とされた。泰始年間に主書となり、位階の低い官位を歴任して高位に出世した。元徽初年、奉朝請となり、中書通事舎人・員外郎を兼ねた。始興南亭侯に封じられ、秣陵県令を兼ねた。
元徽5年（477年）、蕭道成が後廃帝を廃位した。翌朝、蕭道成は正直舎人の虞整を呼び出したが、虞整が酔っていて起き出せなかったため、係宗が代わって蕭道成のもとに赴いた。蕭道成は政変後の処分についての勅令や四方に発送する文書を書くよう係宗に命じた。係宗が主書10人と書吏20人にその仕事を分担させると、完成させた文書は蕭道成の思惑に沿うものであった。係宗は羽林監に任じられ、歩兵校尉に転じた。龍驤将軍の号を受け、海塩県令として出向した。建元元年（479年）、斉の高帝（蕭道成）が即位すると、係宗は龍驤将軍のまま建康県令に任じられた。永明元年（483年）、建康県令のまま寧朔将軍の号を受けた。ほどなく右軍将軍・淮陵郡太守となり、中書通事舎人を兼ねた。母が死去したため、係宗は自ら解任を申し出て喪に服した。喪が明けると、もとの職に復帰した。
永明4年（486年）、白賊の唐㝢之が反乱を起こすと、宿衛の兵たちは討伐のために東方に向かった。係宗は軍に随行して民心をなだめるよう武帝に命じられた。反乱側についた郡県にあっても、迫られて動員された者については罪を問うことなく、郷村に復帰させた。
武帝は白下城を修築したいと考えていたが、民衆に夫役を課すのは難しいと考えていた。係宗は唐㝢之の乱に加担した人々に夫役を課すよう提案して、武帝に聞き入れられた。後に武帝が閲兵のため白下城に出向くと、「劉係宗は国家のためにこの一城を得た」と述べた。永明年間、北魏の使節に持ち帰らせる答礼文書については係宗に任され、このため秘書局は係宗の指揮を受けた。係宗は二たび少府となった。後に游撃将軍・魯郡太守とされた。
永明11年（493年）、蕭昭業が即位すると、係宗は寧朔将軍・宣城郡太守に任じられた。
建武2年（495年）、在官のまま死去した。 享年は77。

## 伝記資料
- 『南斉書』巻56 列伝第37
- 『南史』巻77 列伝第67